# Napoleón Baccino Ponce de León
Napoleón Baccino Ponce de León (Montevideo, 1947) es un escritor uruguayo. En 1989 ganó el premio Casa de las Américas por su novela Maluco. La Novela de Los Descubridores.

## Trayectoria
Napoleón Baccino dedicó un tiempo a la enseñanza y luego trabajó como columnista.
Pero sobre todo es autor de Maluco. La Novela de Los Descubridores. Con esta obra, Baccino pretende dar a conocer el concepto de nueva novela histórica (de acuerdo con la nueva Historia) y la toma como una visión de progreso en vista a que si conocemos nuestras acciones pasadas, las cuales son las causantes de nuestro presente podemos tanto conocerlo mejor al igual que augurar un mejor futuro.
Con gran elegancia, pero sin olvidar las crueldades, Maluco relata la peripecia de Magallanes y Sebastián Elcano, al buscar una nueva vía hacia las Molucas (islas de las Especias). O, mejor, hace la crónica el pragmático bufón de Magallanes, que la dirige al rey Carlos V, retirado ahora en el monasterio de Yuste, con el fin de que su hijo Felipe II le restituya su pensión, que le fue negada por "andar por pueblos y plazas indagando nada más que la verdad". El relato es una mezcla de sueños y realidad, que incluyen las fantasías marinas y de tierras ignotas, y la idea de supervivencia. Pero no se reduce en absoluto a un relato marinero. Este es el caso de Maluco. Aquí, el bufón, nada oficialista, pues, escribe su propia crónica de los hechos, y pone en solfa las ideas inveteradas sobre la verdad histórica. 
Esta novela histórica fue ganadora del Premio Casa de las Américas en 1989. En 1990 ganó el Premio Bellas Artes de Narrativa Colima para Obra Publicada.
Además, publicó una obra de no ficción, Bolsa de Valores de Montevideo 1867-2000, un estudio bilingüe (español e inglés) de historia de la economía en el Río de la Plata, publicado en el año 2000.

## Obras
- Maluco. La Novela de Los Descubridores, 1989.
- El arte de Perder, relatos de infancia, 1995.
- Un amor en Bangkok, 1997.
- Aarón de Anchorena. Una vida privilegiada, 1998 (prólogo de Julio María Sanguinetti).
- El regreso de Martín Aquino, 2003.
- La fraternidad de la palabra: antología, Montevideo, 2005. (En colaboración)

## Traducciones
El traductor británico Nick Caistor vertió al inglés Maluco con el título Five Black Ships: A Novel of the Discoverers.